# MyNewsJapan
MyNewsJapan（マイニュースジャパン）は、株式会社MyNewsJapanが運営する日本のインターネットニュースウェブサイト。個人起点のオンラインジャーナリズムを標榜し、「現場主義」「誰もが情報発信者」を謳っている。

## 概要
元日本経済新聞記者の渡邉正裕が運営会社の代表取締役社長を務め、また65%の株式を保有している。
2002年からベータ版として運営されていたが、2004年に法人化され正式発足した。
原則として出版に耐えうる内容を編集、掲載しており、2008年までに7冊が単行本として発売されている。
会員にならないと記事の全文を読むことが出来ない。会員は有料制（1800円/月、消費税別、長期割引あり）である。

## 記事
新聞・テレビでは取り上げられることがないスポンサー企業の問題点や告発、自身のタブーである新聞の偽装部数（いわゆる押し紙）をはじめ、広告を一切とらないことによる強みを生かした、ジャーナリズムを発信する試みを続けている。
2009年6月に公正取引委員会が排除措置命令を出した「セブンイレブン」の私的独占の禁止及び公正取引の確保に関する法律（独占禁止法）違反については4年前から、2009年9月に販売停止となった花王「エコナ」の有害性については3年前から報道するなど、生活者の視点からの情報発信が成功している例もある。
黒藪哲哉による新聞販売店の問題、押し紙、また読売新聞本社の販売店への不法行為など、新聞発行本社の前近代的な組織・経営から生じる問題、読売新聞拡張団の犯罪、新聞発行本社の経営的危機について、裁判等の事実に基づいた記事が掲載されている。
またトヨタ自動車の闇について、米国でリコール問題が拡大する2年以上前から、積極的に記事化し続けてきた。トヨタの企業風土・天下り・広告ばらまきによるマスコミ統制など、「トヨタの構造的問題な闇」からの問題追及がなされ、渡邊編集長とジャーナリスト林克明ら取材チームによる単行本『トヨタの闇』も刊行、2010年2月には韓国語版も発売されるなど、国際展開も行われている。
以下のような特集コーナーがある。
食の安全・コンビニ編『買ってはいけない』著者で、運営会社メンバーでもある山中登志子を中心とした記者チームが執筆を担う。
企業ミシュラン労働者の視点から、働くのに相応しい企業を「生活」「仕事」「対価」の観点から5点満点で格付。年間50人～70人の社員に対して行ったインタビューを元に、2004年以降毎年出版されている。